# Paperino collezionista d'insetti
Paperino collezionista d'insetti (Bootle Beetle) è un film del 1947 diretto da Jack Hannah. È un cortometraggio animato della serie Donald Duck, prodotto dalla Walt Disney Productions, uscito negli Stati Uniti il 22 agosto 1947 e distribuito dalla RKO Radio Pictures.

## Trama
Il figlio di Bootle Beetle sta per andarsene, ma il padre lo avverte che è pericoloso e gli racconta la storia di quando lui in gioventù se ne andò dalla sua casa. Mentre si divertiva a esplorare la foresta, venne visto dall'entomologo Paperino, che lo catturò per la sua collezione. Bootle Beetle tuttavia riuscì a fuggire ingannando astutamente Paperino e fuggì in tutta fretta a casa. Finito il racconto il figlio desiste ad andarsene e Bootle Beetle è convinto che Paperino lo cerchi ancora. Viene rivelato che Paperino, ormai anziano, ha devastato la foresta con lo scopo di trovare l'insetto.

## Distribuzione

### Edizioni home video

#### VHS
- Paperino, Pippo, Pluto e... (maggio 1988)[1]
- Paperino superstar (febbraio 1991)[2]

#### DVD
Il cortometraggio è incluso nel DVD Walt Disney Treasures: Semplicemente Paperino - Vol. 3.